# Самонастраивающаяся система
Самонастраивающаяся система — кибернетическая (или динамическая) адаптивная система, в которой запоминание информации (накопление опыта) выражается в изменении тех или иных её параметров, существенных для целей системы.

## Идеальная самонастраивающаяся система (СНС)
Идеальной самонастраивающейся системой (СНС) была бы система, которая сохраняла бы неизменные динамические и статические характеристики при любых возможных условиях. Практически СНС считается такая система, которая сохраняет динамические и статические характеристики неизменными лишь в определенных пределах. 

## Критерии самонастройки
Критерий самонастройки одновременно является и критерием качества системы. Он должен отражать требования оптимальности, например:
- Обеспечение экономичности, газотурбинных или дизельных установок.
- Обеспечение наибольшей производительности добычи угля.
- Минимизация ошибки системы при наличии помех.
- Обеспечение экстремума температуры мартеновской печи.
- Стабилизация динамических свойств при изменении внутренних параметров.

При проектировании и расчете самонастраивающейся системы необходимо установить функциональные соотношения между показателями оптимальности и характеристиками объекта для изменяющихся условий работы системы. Установление такого функционального соотношения составляет основу критерия самонастройки.

## Классификация СНС
СНС классифицируются по исходному фактору, обуславливающему применение элементов самонастройки, что позволяет выделить следующие основные классы: 
- Системы, настраивающиеся по сигналам внешних воздействий и выходных переменных.
- Система настроена по динамическим характеристикам.
- Экстремальные СНС, обеспечивающие экстремизм некоторого показателя объекта системы.

Дополнительным признаком классификации можно считать способ воздействия элементов самонастройки на систему:
- С автоматической настройки структуры системы (самоорганизующиеся системы).
- С автоматическим изменением алгоритма функционирования.

Последние являются наиболее совершенными самонастраивающимися системами, особенно самообучающиеся системы, в которых логическое устройство запоминает результаты самонастройки и использует их непосредственно в работе системы.
СНС разделяются также на разомкнутые и замкнутые относительно контура самонастройки и выхода системы, на аналитические, поисковые, комбинированные и т.д.

## Характерные особенности самонастраивающихся систем
- Во всякой СНС должно быть не менее двух контуров: основной контур и контур самонастройки.
- СНС должны иметь элементы с изменяемыми (непрерывно или дискретно) параметрами, характеристиками или структурой и переменным в процессе работы законом управления. Таким образом, СНС в общем случае являются нелинейными нестационарными системами.
- СНС должны иметь логические элементы (ЭВМ в общем случае).
- СНС обладают повышенной чувствительностью к изменению параметров системы и входных сигналов.
- Системы, настраивающиеся по сигналам внешних воздействий и выходных переменных.

## Задача синтеза контура самонастройки
Задача синтеза контура самонастройки предусматривает выполнение следующих основных этапов: 1) анализ причин, обуславливающих применение самонастройки; 2) выбор критерия самонастройки и принципа построения контура СН; 3) определение алгоритмов идентификации; 4) определение закона изменения настраиваемых параметров; 5) разработка структуры модели или анализатора характеристик.  

### Анализ причин
Если СН применяют с целью оптимизации при различных характеристиках сигналов внешних воздействий, то необходимо: а) либо знать аналитическое выражение полезного сигнала на входе  при неизвестных его параметрах и известных статических характеристиках помех; б) либо иметь возможность непосредственно измерить полезный сигнал  и знать статистические характеристики помех. 

### Выбор критерия самонастройки и принципа построения контура СН
В качестве критерия самонастройки при использовании, например, анализатора характеристик (Ax) можно принять минимум отклонения динамических характеристик системы от эталонных, являющихся оптимальными.

### Определение закона изменения настраиваемых параметров
- Применение метода стохастической статистической аппроксимации.

- Использование градиентного метода.
- Использование функции Ляпунова.